# Liste der Bodendenkmäler in Wasserlosen
Auf dieser Seite sind die Bodendenkmäler in der oberfränkischen Gemeinde Wasserlosen zusammengestellt. Diese Tabelle ist eine Teilliste der Liste der Bodendenkmäler in Bayern. Grundlage ist die Bayerische Denkmalliste, die auf Basis des Bayerischen Denkmalschutzgesetzes vom 1. Oktober 1973 erstmals erstellt wurde und seither durch das Bayerische Landesamt für Denkmalpflege geführt wird. Die folgenden Angaben ersetzen nicht die rechtsverbindliche Auskunft der Denkmalschutzbehörde.

## Bodendenkmäler der Gemeinde Wasserlosen

### Bodendenkmäler in der Gemarkung Brebersdorf
| Lage                   | Objekt | Akten-Nr.     | Bild |
| ---------------------- | --- | ------------- | ---- |
| Brebersdorf (Standort) | Fundamente eines frühneuzeitlichen Vorgängerbaus der Katholischen Pfarrkirche St. Petri Stuhlfeier in Brebersdorf sowie vermutlich Körpergräber der frühen Neuzeit. | D-6-5926-0155 |      |
| Brebersdorf (Standort) | Bestattungsplatz mit Grabhügel vorgeschichtlicher Zeitstellung. | D-6-5926-0195 |      |
| Brebersdorf (Standort) | Bestattungsplatz mit Grabhügeln vorgeschichtlicher Zeitstellung. | D-6-5926-0196 |      |

### Bodendenkmäler in der Gemarkung Burghausen
| Lage                  | Objekt | Akten-Nr.     | Bild |
| --------------------- | --- | ------------- | ---- |
| Burghausen (Standort) | Siedlung der Linearbandkeramik und Brandgräber der Urnenfelderzeit. | D-6-5925-0020 |      |
| Burghausen (Standort) | Bestattungsplatz mit Grabhügeln vorgeschichtlicher Zeitstellung. | D-6-5925-0021 |      |
| Burghausen (Standort) | Siedlung der Linearbandkeramik und vermutlich des Mittelneolithikums sowie Siedlung der Hallstattzeit und des frühen Mittelalters.                                                                                         | D-6-5925-0022 |      |
| Burghausen (Standort) | Siedlung der Linearbandkeramik und vermutlich der Hallstattzeit. | D-6-5925-0046 |      |
| Burghausen (Standort) | Siedlung der Linearbandkeramik, des Mittelneolithikums und der jüngeren Latènezeit. | D-6-5925-0047 |      |
| Burghausen (Standort) | Untertägige Teile der frühneuzeitlichen Katholischen Pfarrkirche Mariä Geburt und St. Valentin in Burghausen, vermutlich Fundamente mittelalterlicher Vorgängerbauten sowie Körpergräber des Mittelalters und der Neuzeit. | D-6-5925-0063 |      |
| Burghausen (Standort) | Bestattungsplatz mit Grabhügel vorgeschichtlicher Zeitstellung. | D-6-5925-0088 |      |
| Burghausen (Standort) | Bestattungsplatz mit Grabhügeln vorgeschichtlicher Zeitstellung. | D-6-5926-0042 |      |

### Bodendenkmäler in der Gemarkung Greßthal
| Lage                | Objekt | Akten-Nr.     | Bild |
| ------------------- | --- | ------------- | ---- |
| Greßthal (Standort) | Siedlung der Urnenfelderzeit. | D-6-5926-0043 |      |
| Greßthal (Standort) | Bestattungsplatz mit Grabhügeln der Hallstattzeit. | D-6-5926-0044 |      |
| Greßthal (Standort) | Bestattungsplatz mit verebnetem Grabhügel der Hallstattzeit. | D-6-5926-0045 |      |
| Greßthal (Standort) | Bestattungsplatz mit verebnetem Grabhügel vorgeschichtlicher Zeitstellung. | D-6-5926-0047 |      |
| Greßthal (Standort) | Bestattungsplatz mit Grabhügeln vorgeschichtlicher Zeitstellung. | D-6-5926-0048 |      |
| Greßthal (Standort) | Siedlung vor- und frühgeschichtlicher Zeitstellung. | D-6-5926-0094 |      |
| Greßthal (Standort) | Siedlung der Linearbandkeramik. | D-6-5926-0108 |      |
| Greßthal (Standort) | Siedlung der Linearbandkeramik. | D-6-5926-0109 |      |
| Greßthal (Standort) | Siedlung der Linearbandkeramik. | D-6-5926-0110 |      |
| Greßthal (Standort) | Siedlung der Urnenfelderzeit. | D-6-5926-0118 |      |
| Greßthal (Standort) | Untertägige Teile der frühneuzeitlichen Katholischen Pfarrkirche St. Bartholomäus in Greßthal, Fundamente mittelalterlicher Vorgängerbauten sowie Körpergräber des Mittelalters und der Neuzeit. | D-6-5926-0157 |      |

### Bodendenkmäler in der Gemarkung Kaisten
| Lage               | Objekt | Akten-Nr.     | Bild |
| ------------------ | --- | ------------- | ---- |
| Kaisten (Standort) | Siedlung der Linearbandkeramik. | D-6-5926-0089 |      |
| Kaisten (Standort) | Untertägige Teile der spätmittelalterlichen bis frühneuzeitlichen Katholischen Kirche St. Vitus in Kaisten sowie Körpergräber des Mittelalters und der Neuzeit. | D-6-5926-0159 |      |

### Bodendenkmäler in der Gemarkung Machtilshausen
| Lage                      | Objekt                                                                                  | Akten-Nr.     | Bild |
| ------------------------- | --------------------------------------------------------------------------------------- | ------------- | ---- |
| Machtilshausen (Standort) | Siedlung der Linearbandkeramik und des Endneolithikums sowie vermutlich der Bronzezeit. | D-6-5925-0050 |      |

### Bodendenkmäler in der Gemarkung Rütschenhausen
| Lage                      | Objekt | Akten-Nr.     | Bild |
| ------------------------- | --- | ------------- | ---- |
| Rütschenhausen (Standort) | Untertägige Teile der frühneuzeitlichen Katholischen Kirche Mariä Geburt in Rütschenhausen, vermutlich Fundamente eines mittelalterlichen Vorgängerbaus sowie Körpergräber des Mittelalters und der Neuzeit. | D-6-5926-0161 |      |
| Rütschenhausen (Standort) | Bestattungsplatz mit Grabhügel vorgeschichtlicher Zeitstellung. | D-6-5926-0197 |      |

### Bodendenkmäler in der Gemarkung Schwemmelsbach
| Lage                      | Objekt | Akten-Nr.     | Bild |
| ------------------------- | --- | ------------- | ---- |
| Schwemmelsbach (Standort) | Bestattungsplatz mit Grabhügeln der Hallstattzeit.                                                                                | D-6-5926-0049 |      |
| Schwemmelsbach (Standort) | Untertägige Teile der frühneuzeitlichen Katholischen Kirche St. Cyriakus in Schwemmelsbach sowie Körpergräber der frühen Neuzeit. | D-6-5926-0163 |      |

### Bodendenkmäler in der Gemarkung Wasserlosen
| Lage                   | Objekt | Akten-Nr.     | Bild |
| ---------------------- | --- | ------------- | ---- |
| Wasserlosen (Standort) | Bestattungsplatz mit Grabhügeln vorgeschichtlicher Zeitstellung. | D-6-5826-0048 |      |
| Wasserlosen (Standort) | Siedlung der Hallstattzeit, der jüngeren Latènezeit und der frühen römischen Kaiserzeit. | D-6-5926-0125 |      |
| Wasserlosen (Standort) | Fundamente mittelalterlicher und frühneuzeitlicher Vorgängerbauten der Katholischen Kirche St. Simon und Judas in Wasserlosen sowie vermutlich Körpergräber des Mittelalters und der Neuzeit. | D-6-5926-0153 |      |

### Bodendenkmäler in der Gemarkung Wülfershausen
| Lage                                 | Objekt | Akten-Nr.     | Bild |
| ------------------------------------ | --- | ------------- | ---- |
| Wülfershausen (Standort)             | Bestattungsplatz mit verebneten Grabhügeln vorgeschichtlicher Zeitstellung. | D-6-5925-0030 |      |
| Wülfershausen (Standort)             | Wüstung des hohen und späten Mittelalters. | D-6-5925-0040 |      |
| Wülfershausen (Standort)             | Bestattungsplatz mit verebneten Grabhügeln vorgeschichtlicher Zeitstellung. | D-6-5925-0041 |      |
| Wülfershausen (Standort)             | Bestattungsplatz mit Grabhügel vorgeschichtlicher Zeitstellung. | D-6-5926-0051 |      |
| Wülfershausen (Standort)             | Siedlung der Linearbandkeramik. | D-6-5926-0095 |      |
| Wülfershausen (Standort)             | Archäologische Befunde des Mittelalters und der frühen Neuzeit, darunter Fundamente von Vorgängerbauten und Körperbestattungen, im Bereich der Katholischen Kirche St. Kilian und St. Vitus von Wülfershausen. | D-6-5926-0165 |      |
| Wülfershausen Wasserlosen (Standort) | Bestattungsplatz mit verebnetem Grabhügel vorgeschichtlicher Zeitstellung. | D-6-5926-0206 |      |